# إرفين ويغنر
إرفين ويغنر (بالألمانية: Erwin Wegner)‏ هو منافس ألعاب قوى ألماني، ولد في 5 أبريل 1909 في شتشين في بولندا، وتوفي في 16 فبراير 1945 في موزيل في فرنسا.

## وصلات خارجية
- إرفين ويغنر على موقع الاتحاد الدولي لألعاب القوى (الإنجليزية)
- إرفين ويغنر على موقع أوليمبيديا (الإنجليزية)